# Mashawe
Mashawe, auch Mashave, Mashabe (Plural, „Geister“; Singular Shawe), bezeichnet bei verschiedenen Volksgruppen im Süden und Osten Sambias und im Norden Simbabwes einen Besessenheitskult, die für die Besessenheit ursächlichen Geister und die betroffenen Menschen.

## Verbreitung
In mehreren Bantusprachen des südlichen Afrika werden besitzergreifende Geister und die Krankheiten, für die sie verantwortlich gemacht werden, Mashawe genannt. Der Kult hat seinen Ursprung bei den Shona im nördlichen Simbabwe, wo die Geister Mashawe oder Midzimu heißen. Die Geschichte des Kultes ist unklar, er dürfte relativ jung sein. Zumindest ab dem 19. Jahrhundert war der Mashawe-Kult mit seinem Zentrum bei den Tonga im Süden Sambias und unter diesem Begriff auch dort bei den Nsenga und von Simbabwe ausgehend über den Weg durch Mosambik im Osten Sambias bei den Chewa verbreitet. Andere besitzergreifende Geister in Sambia heißen Chimbandu bei den Ovimbundu von Angola, Vimbuza bei den Tumbuka, Kayongo bei den Luvale im Westen Sambias und Macoba und Kasheba bei den Kaonde im Nordwesten. Während des Ersten Weltkriegs übernahmen Tonga den Besessenheitskult unter dem abgeleiteten Namen masabe.
Besessenheitskulte waren bis Anfang des 20. Jahrhunderts in Schwarzafrika weit verbreitet. Sie widerstanden lange Zeit den christlichen Missionierungsbemühungen und existieren noch in Gebieten weiter, in denen traditionelle afrikanische Religionen vorherrschen. Im afrikanischen Volksislam werden vergleichbare, regional unterschiedliche Besessenheitskulte praktiziert und oft als soziale Randerscheinung toleriert. Sie erfüllen innerhalb des übergeordneten neuen Glaubens eine definierte Funktion. Hierzu gehören der Bori- und der Dodo-Kult in Nigeria, Pepo in Tansania, der Zar-Kult im Sudan und Ägypten sowie in Marokko der Kult um Aisha Qandisha und die Derdeba-Zeremonie. Allgemein sind Besessenheitskulte nicht lokal begrenzt, die Kulte der vielgestaltigen Geister ohne Ortsbezug konnten sich im 19. Jahrhundert entlang Handelsrouten und durch Arbeitsmigration weit verbreiten.

## Zusammenhang
Alle unter den verschiedenen Namen gefürchteten Geister haben gemeinsam, dass sie mit Fremden assoziiert werden, sie stammen von weiter entfernten Völkern oder sind europäischen Ursprungs. Shawe ist ein wandernder Geist, ein Geist eines Fremden, der fern der Heimat verstarb und daher kein angemessenes (und notwendiges) Bestattungsritual erhielt. Also sucht der Geist einen Ruheplatz und findet ihn bei einem ihm fremden Menschen. Es kann auch der Geist eines Tieres sein. Der Geist verfügt normalerweise über besondere Fähigkeiten wie Jagen oder Heilen, die er bereits in der materiellen Welt besaß. Vom Shawe-Geist werden Frauen, Männer und Kinder befallen, andere besitzergreifende Geister in Schwarzafrika befallen überwiegend Frauen (vom Zar-Geist in Sudan werden praktisch nur Frauen befallen). Als eine der Ursachen wird die geringere soziale Stellung der Frauen in den jeweiligen Gesellschaften angenommen. Die Mitgliedschaft in den Gruppen, die sich für die Besessenheitsrituale zusammenschließen, bedeutet für die Betroffenen einen sozial anerkannten Weg, um Prestige zu gewinnen.
Der fremde Geist wird als Ursache für ein physisches Leiden oder eine geistige Verwirrtheit gesehen. In der Krankheit trägt die Person einen Konflikt mit der Gesellschaft aus. Ein Außenstehender erkennt möglicherweise eine Hysterie oder eine psychosomatische Erkrankung. Als erstes Anzeichen für die Krankheit können die Beine des Patienten anschwellen und er beginnt, unfreiwillig nachts im Schlaf Mashawe-Lieder zu singen.
Eine Krankheitsvorstellung, die das Leiden als etwas versteht, das von außen kommt – von Gott oder einem bösen Geist gesandt, in eine einzelne Person eindringt und von dieser Besitz ergreift, wird als affliktiv bezeichnet. Dadurch grenzt sich Mashawe von dem im zentralen südlichen Afrika verbreiteten Nyau ab, einem Maskenbund, dem eine größere Gruppe von Initiierten angehört. Die beim Nyau verwendeten Masken (Zirombo, „wilde Tiere“) stellen Hyänen, Krokodile, Fischadler, Riesen, Missionare oder Politiker dar. Die erschaffene Bildwelt ähnelt der des Mashawe-Kultes.
Die Heilung besteht nicht in der Durchführung eines Exorzismus; der Geist soll nicht ausgetrieben, sondern angesprochen und zu einem sanften, kooperativen Verhalten angeregt werden. Der Patient soll aus seiner marginalisierten Position heraustreten können und in der Gruppe Selbstvertrauen erfahren. Erste Anlaufstelle und zu Beginn des Heilungsrituals dessen Leiter ist der Nganga. Dem traditionellen Heiler werden überwiegend nur Kenntnisse in der Pflanzenheilkunde zugetraut, die als relativ leicht erlernbar gelten. Auf dem Land genießen die Nganga als Geisterheiler das erforderliche Ansehen, weil dort ihre Tätigkeit innerhalb der Familie vererbt wird.
Weitere Geisterarten, die Einfluss nehmen und lokal identitätsstiftend wirken, sind Schutzgeister der Natur (Mhondoro bei den Shona), Ahnengeister (Mudzimu bei Shona und Tonga), die heilenden Geister, über die Ngangas verfügen, und böse Geister, die Hexerei betreiben.

## Ablauf des Rituals
Verwandte bringen den Patienten zum Nganga, wo unter seiner Führung ein besonders geübter Frauenchor Lieder singt, mit denen die Diagnose festgelegt werden soll. Ist der Patient tatsächlich krank, so wird er Zeichen tiefer Emotion zeigen und zu weinen beginnen. Nach Abschluss dieser Krankheitsbestimmung wird als Vorbereitung für die rituelle Heilung traditionelles Bier gebraut (Chibuku, aus Mais oder Hirse). Ein großes Orchester mit Trommeln wird eingeladen. Für das Ritual positionieren sich der Frauchenchor und das Orchester gegenüber, der Platz in der Mitte wird für den Tanz freigehalten. Das Dorfpublikum verteilt sich außen herum, der besonders gekleidete Patient setzt sich vor den Chor. Auf das nun folgende Diagnose-Singen des Chores reagiert der Patient wieder emotional. Er steigert sich in ein Schreien, rennt weg und wird verfolgt, um das Ziel seiner Flucht herauszufinden, wodurch der Geist bestimmt werden kann.
Es gibt mindestens drei verschiedene Arten von Geistern, die sich in verschiedenen Tierformen offenbaren. Falls der Patient Richtung Fluss läuft, handelt es sich um einen schlangenartigen Geist (asungoni), verschwindet er im Busch und will sich verstecken, ist der Geist ein Löwe. Versucht er auf einen Baum zu steigen, spricht das für den Affentyp (akolwe). Bevor der Patient sein Ziel erreicht hat, wird er eingefangen, da die Diagnose nun klar ist. Sollte er sein Ziel erreichen, wäre er den Geist zwar los, dieser würde aber bald und stärker wiederkommen. Daher wird der Besessene zum Platz zurückgebracht und zum Tanzen animiert. Entsprechend dem gefundenen Geisttyp werden jetzt andere, vom Orchester begleitete Lieder vorgetragen. Solange der Patient tanzt, darf das Publikum kein Geräusch machen, er selbst muss sich ebenfalls streng regelkonform verhalten. Einige Mashawe-Opfer sollen umgekommen sein, weil sie nicht befreit werden konnten. Der Geist hat den Tanzenden, der mit Rasseln an den Fußgelenken rhythmisch stampft, vollständig übernommen und lenkt seine Bewegungen. Der Nganga bleibt während des gesamten Rituals im Hintergrund. 
Rituelle Kontrolle des bösen Dämon kann zur Heilung führen. Aus dem vom Geist Besessenen ist bis ins hohe Alter ein Mittler zwischen der Menschenwelt und der jenseitigen Welt geworden. Der Geist bleibt in ihm und meldet sich, wenn er Anlass sieht, seinem Menschen Offenbarungen zu machen, die dieser durch spontanes Singen vom Mashawe-Liedern ankündigt. Dann wird ein weiteres Mashawe-Ritual veranstaltet, das von abends bis in die frühen Morgenstunden dauern kann.

## Einfluss von Erzbischof Milingo
Die Vermittler zwischen beiden Welten erfüllten die religiöse Funktion, die Stellung der Menschen innerhalb der kosmogonischen Ordnung aufrechtzuerhalten. Dieses mythologische Gleichgewicht schwand während der Kolonialzeit und nach der Unabhängigkeit. Besonders Frauen sind, seit ihre Rolle als Geistvermittler geringer geworden ist, von zunehmender sozialer Benachteiligung betroffen. Die Theorie, dass Frauen in Sambia sich seit den 1960er Jahren aufgrund dieser Benachteiligung häufiger in eine Besessenheit flüchten würden, ist nicht allgemein akzeptiert.
Traditionelle Heiler erhalten Zulauf aus kulturellen Gründen und weil westliche Schulmedizin für die ärmeren Bevölkerungsschichten zu teuer und oft nicht verfügbar ist. Die Organisation eines Mashawe-Rituals kostet ebenfalls Geld und wird daher häufig unterlassen, obwohl der Bedarf an spirituellen Heilern groß ist, da in den modernen Formen des Mashawe seit der Mitte des 20. Jahrhunderts prinzipiell jede Krankheit mit einem Geist in Verbindung gebracht werden kann. Dagegen sind die geistigen Angebote der christlichen Mission kostenlos. Seit den 1960er Jahren wird in Sambia eine gewisse Wiederbelebung des Besessenheitskultes registriert.
In der Person von Emmanuel Milingo trat die katholische Kirche bei der Behandlung von Besessenheit in direkte Konkurrenz zu den traditionellen Mashawe-Heilern. Der 1969 zum Erzbischof von Lusaka geweihte Geistliche vom Volk der Nguni erkannte im April 1973, dass er über Heilkräfte verfüge. Seit dieser Zeit versuchte er, unter dem Einfluss einer charismatischen Erneuerungsbewegung in seinem Amt eine Rolle ähnlich der Jesu als Heiler zu übernehmen. Er sprach Jesus die Eigenschaft des mythologischen Urahnen der jeweiligen Gemeinschaften zu und erklärte die drei verschiedenen Arten von Geistern zu einem einzigen bösen Geist, als den zu bekämpfenden Gegenspieler des Göttlichen. Diesen Dämon machte er für Krankheit, Unglück oder die soziale Benachteiligung des Betroffenen verantwortlich. Die Patienten wurden bei Milingo in einer Umdeutung des Besessenkeitskultes zu Medien des Heiligen Geistes und der von ihm praktizierte Exorzismus zu einem Akt der Befreiung stilisiert. Aus dem Medium als dem passiven Gefäß für den Geist sollte ein aktiver Teilnehmer an dem Prozess werden. Unter großem Publikumsandrang und aufgrund seiner kirchlichen Autorität als Heiler anerkannt, führte Milingo vorwiegend bei von Geistern besessenen und in Trance gefallenen Frauen Dämonenaustreibungen durch. In seinem Glauben identifizierte sich Milingo mehr mit afrikanischen Vorstellungen als mit der römisch-katholischen Lehre. Aus dem Zweiten Vatikanischen Konzil zog er die Schlussfolgerung, dass jeder Gott auf seine Weise erfahren dürfe. 1974 erhielt Milingo die schriftliche Aufforderung des Vatikans, seine Geisteraustreibungen zu beenden, 1982 wurde er nach Rom zurückbeordert und als Erzbischof abgesetzt.
Die Auswertung von 250 einer weit größeren Zahl in den Jahren 1979 und 1980 an Milingo gerichteter Briefe ergab, dass sich die Briefeschreiber, die aus allen gesellschaftlichen Schichten kamen, tatsächlich als von einem bösen Geist befallen wähnten und von ihm Heilung erhofften. Ihre Beschwerden schilderten sie zumeist recht vage als Bauchschmerzen, Atemnot oder geschwollene Füße. Die Popularität von Milingo übertraf bei weitem die jedes traditionellen Heilers. Milingos letzte große öffentliche Geistheilungsveranstaltung im Februar 1979 wurde von etwa 4000 Anhängern besucht. Die Anhängerschaft setzte sich aus allen christlichen Konfessionen und afrikanischen Religionen zusammen.
Mashawe-Geister durch Exorzismus auszutreiben ist eine christliche, der lokalen Kultur fremde Vorstellung. Es gibt keine strikte personifizierte Einteilung in Gut und Böse wie im christlichen Glauben. Mashawe sollen nicht nur Krankheiten verursachen, sondern auch vor Hexerei schützen und werden daher nicht grundsätzlich verurteilt. Seit dem Einzug christlicher Symbolik in den traditionellen Glauben werden viele dieser Geister für schützende Engel (mangelo) gehalten.